# Gol Gohar Sirjan Football Club
Il Gol Gohar Sirjan Football Club (in persiano باشگاه فوتبال گل‌گهر سیرجان‎), noto come Gol Gohar, è una società calcistica iraniana con sede ad Sirjan. Milita nella Lega professionistica del Golfo persico, la massima divisione del campionato iraniano di calcio.
Fondato nel 1997, fa parte della società polisportiva Gol Gohar Cultural Sports Club, che comprende anche una squadra di pallacanestro. Ha vinto un campionato di seconda serie e un campionato di terza serie.
Disputa le partite casalinghe allo stadio Imam Ali di Serjan, impianto da 8 000 posti.

## Storia
Nel 1988 la compagnia Gol Gohar fondò una squadra di calcio che iniziò a competere nel campionato locale di Sirjan. Nel 1997 fu costituito ufficialmente il Gol Gohar Sirjan Cultural Sports Club, società polisportiva comprendente anche una sezione calcistica.
Nel 2007 la squadra di calcio del Gol Gohar vinse la Seconda Divisione, la terza serie del campionato iraniano di calcio, ottenendo la promozione in Lega Azadegan, la seconda serie iraniana. Nel 2018-2019, vincendo il campionato cadetto, ottenne la promozione nella Lega professionistica del Golfo persico.
Nella stagione 2023-2024 raggiunge la semifinale di Coppa d'Iran per la prima volta nella sua storia, replicando poi il risultato nell'edizione successiva.

## Organico

### Rosa 2020-2021
Aggiornata al 29 luglio 2020.
| N. |                 | Ruolo | Calciatore                |
| -- | --------------- | ----- | ------------------------- |
| 1  | Iran (bandiera) | P     | Alireza Haghighi          |
| 2  | Iran (bandiera) | D     | Reza Sharbati             |
| 3  | Iran (bandiera) | D     | Armin Sohrabian           |
| 4  | Iran (bandiera) | C     | Alireza Alizadeh          |
| 5  | Iran (bandiera) | D     | Alireza Ebrahimi          |
| 6  | Iran (bandiera) | D     | Mehran Golzari (capitano) |
| 7  | Iran (bandiera) | A     | Behnam Barzay             |
| 8  | Iran (bandiera) | C     | Ali Asghar Ashouri        |
| 10 | Iran (bandiera) | A     | Peyman Ranjbari           |
| 11 | Iran (bandiera) | A     | Ali Ghorbankhani U25      |
| 13 | Iran (bandiera) | C     | Amirreza Mahmoudabadi U25 |
| 14 | Iran (bandiera) | C     | Mehrdad Zarei             |
| 16 | Iran (bandiera) | D     | Seyed reza hosseini U23   |
| 17 | Iran (bandiera) | D     | Hesam Pourhashem U25      |
| 18 | Iran (bandiera) | D     | Milad Zakipour            |

| N. |                    | Ruolo | Calciatore            |
| -- | ------------------ | ----- | --------------------- |
| 20 | Iran (bandiera)    | A     | Younes Shakeri        |
| 21 | Iran (bandiera)    | A     | Saeid Sadeghi         |
| 25 | Iran (bandiera)    | A     | Erfan Afraz U23       |
| 28 | Iran (bandiera)    | C     | Mohsen Karimi         |
| 40 | Iran (bandiera)    | D     | Yousef Vakia          |
| 55 | Iran (bandiera)    | D     | Alireza Arta          |
| 60 | Iran (bandiera)    | C     | Ahmad Reza Zendehrouh |
| 66 | Iran (bandiera)    | C     | Amir Zeydabadi U21    |
| 25 | Iran (bandiera)    | C     | Erfan afraz U21       |
| 77 | Iran (bandiera)    | P     | Mehrdad Bashagerdi    |
| 88 | Iran (bandiera)    | C     | Amin Pourali          |
| 90 | Nigeria (bandiera) | A     | Godwin Mensha         |
|    | Iran (bandiera)    | D     | Amirhossein KargarU23 |

## Palmarès

### Competizioni nazionali
- Campionato iraniano di seconda divisione: 1

2018-2019
- Campionato iraniano di terza divisione: 1

2006-2007